# Гуськов, Константин Александрович
Константи́н Алекса́ндрович Гусько́в (1879 — ?) — гражданский инженер; наиболее известен как городской архитектор Уфы.

## Биография
- 1901 год — окончил Институт гражданских инженеров (Петербург).
- 1903—1907 гг. — городской архитектор Пензы.
- 1907—1912 гг. — городской архитектор Уфы.

### Деятельность
Константин Александрович Гуськов — автор крупных градостроительных проектов Уфы начала XX века:
- планировки и застройки торгового центра (Верхнеторговая площадь, тогда: Верхне-Торговая площадь),
- В 1910—1912 гг. — кварталов главных улиц:

- Александровской,
- Центральной,
- Большой Успенской;

- корректировки генерального плана с размещением зданий народных школ.

Он разработал типовые проекты, по которым были построены доходные дома:
- Степанова,
- Косицкого,
- Иванова,
- Алексеева,
- торговый дом «Милюков и Медведев» (1911—1912);

всё это придало центру Уфы черты ансамблевой застройки.

Константин Александрович проектировал преимущественно общественные сооружения:
- 1908—1910 гг. — приходские начальные школы:
  - в Северной слободе и
  - на Сибирской улице,
- 1910 г. — коммерческое училище,
- 1909 г. — дом Уфимского купеческого общества,
- 1908 г.:
  - окружной педагогический музей,
  - доходный дом с помещением картинной галереи М.В. Нестерова
- и другие здания.

Он также вёл строительство народного дома имени С.Т. Аксакова (также: Аксаковского народного дома, крупнейшего народного дома на Урале).